# František Lančík
František Lančík (5. prosince 1886 Hulín – 15. ledna 1976 Přerov) byl starosta Přerova, protinacistický odbojář a příslušník Československé armády v zahraničí.

## Život

### Mládí a první světová válka
František Lančík se narodil 5. prosince 1886 v Hulíně v rodině dělníka Jana Lančíka a Františky rozené Fryštacké. Vyučil se strojním zámečníkem, pracoval na různých místech na Moravě a Dolních Rakousích. Od roku 1903 byl aktivním členem Sociální demokracie a v roce 1905 byl za své postoje i krátce vězněn. Mezi lety 1906 a 1910 absolvoval střední námořní školu v Terstu, poté pracoval jako železničář v Přerově. První polovinu první světové války sloužil u Rakousko-uherského námořnictva v Pule, poté se vrátil k práci na železnici v Přerově.

### Mezi světovými válkami
Po vzniku Československa byl František Lančík nadále aktivním členem Sociální demokracie a Dělnické tělocvičné jednoty a v komunální politice vystoupal až na post posledního předválečného starosty města Přerova. V roce 1919 se oženil s Hermínou Dvořákovou, manželům se v roce 1921 narodil syn Jaroslav a v roce 1924 dcera Eva.

### Druhá světová válka
Po německé okupaci v březnu 1939 byl František Lančík nucen odstoupit v funkce starosty Přerova a velmi záhy vstoupil do protinacistického odboje. Založil ze sociálních demokratů aktivní buňku, která byla součástí organizace Petiční výbor Věrni zůstaneme. V červnu téhož roku inicioval schůzku funkcionářů Sociální demokracie v lesích u Veselíčka za účelem zřízení ještě akceschopnější odbojové skupiny. V září 1939 spustili nacisté preventivní zatýkací Akci Albrecht I., v jejímž sítě měl uváznout i František Lančík. Byl ale varován svými německými známými a tak i se synem Jaroslavem uprchl z protektorátu přes Slovensko, Maďarsko a Jugoslávii do francouzského Agde, kde se i přes vyšší věk přihlásil do vznikající československé zahraniční armády. Přerovskou odbojovou organizaci po něm převzala Růžena Stoklásková a Karel Smělík.

### Po druhé světové válce
František Lančík přežil druhou světovou válku jako jediný z rodiny. Z počátku se usídlil v severních Čechách, mezi lety 1946 a 1948 zastával post místopředsedy okresního národního výboru v Podbořanech. Po Únoru 1948 byl nucen opustit veřejné funkce a vrátil se do Přerova. Vystřídal několik podřadných zaměstnání. Zemřel 15. ledna 1976 v Přerově.

## Rodina
Manželka Františka Lančíka Hemína jakož i dcera Eva, švagrové Věra Dvořáková a Marie Dřevojánková s manželem Josefem Dřevojánkem spolupracovali při podpoře příslušníků sovětských výsadků, za což byli v během června 1942 popraveni na brněnských Kounicových kolejích. Syn Jaroslav se stal příslušníkem 311. československé bombardovací perutě RAF. Zahynul 2. července 1941, kdy byl jeho stroj omylem sestřelen britskou noční stíhačkou. Urnu s jeho popelem přivezl František Lančík ze Spojeného království a pohřbil v rodinném hrobě v Hulíně.

## Posmrtná ocenění
- Po rodině Lančíkových je pojmenována jedna z přerovských ulic.